# Campeonato Mundial Feminino de Xadrez de 1934
O Campeonato Mundial Feminino de Xadrez de 1934 foi um match pelo título mundial entre a então campeã mundial Vera Menchik e a desafiante Sonja Graf realizado em Roterdã, na Holanda. Esta foi a primeira vez que o título de mulher foi colocada em linha em um jogo organizado na iniciativa individual de dois jogadores (muito parecido com o de abrir título na época) e não sob os auspícios da FIDE.
| 1                                               | 2 | 3 | 4 | Pontos |   |
| ----------------------------------------------- | - | - | - | ------ | - |
| Vera Menchik (Tchecoslováquia)(Tchecoslováquia) | 0 | 1 | 1 | 1      | 3 |
| Sonja Graf (Alemanha)(Alemanha)                 | 1 | 0 | 0 | 0      | 1 |